# 마르크스주의

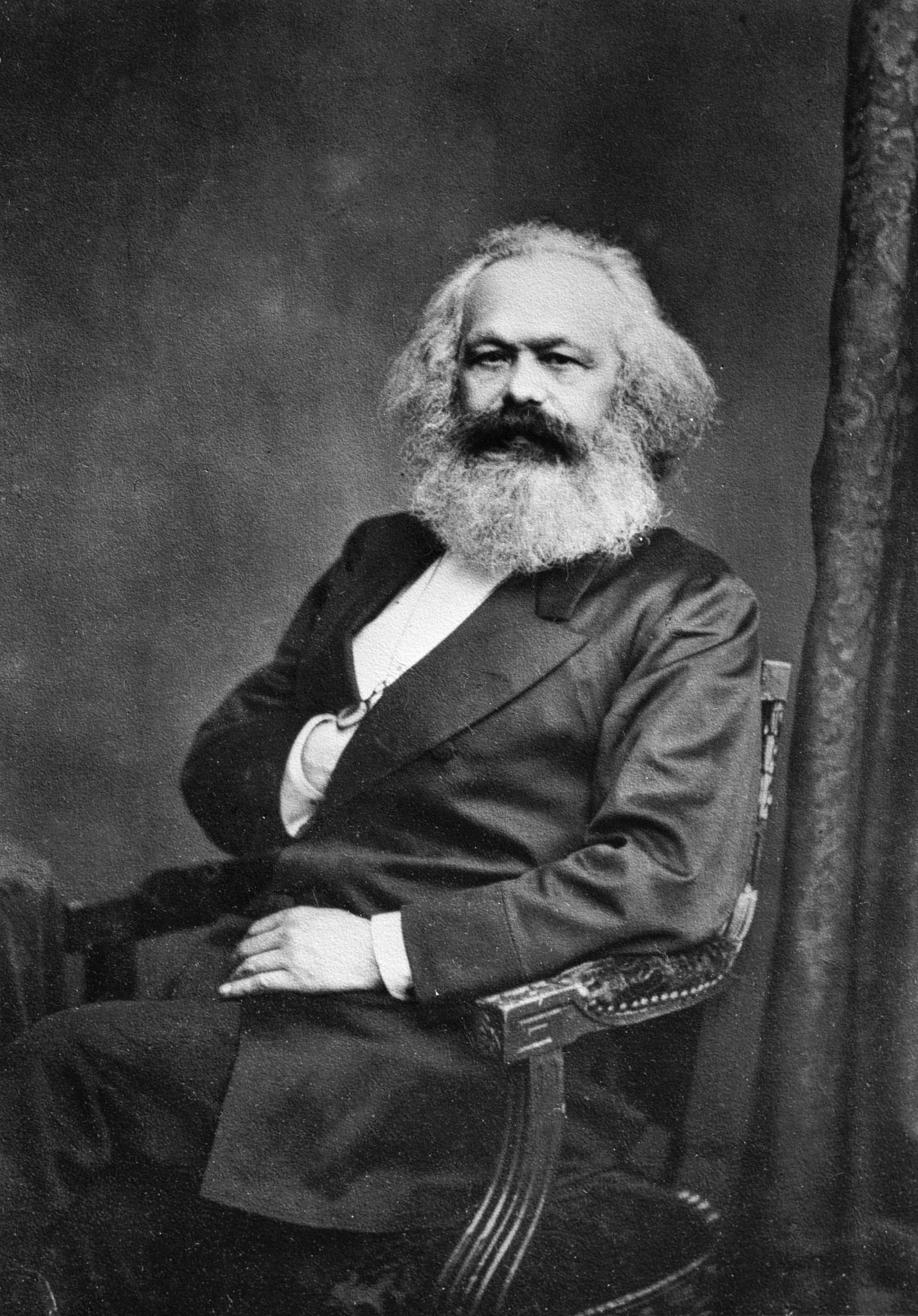
카를 마르크스

마르크스주의(문화어: 맑스주의, 독일어: Marxismus, 러시아어: Марксизм, 영어: Marxism) 혹은 엥겔스식 표현으로 과학적 사회주의는 사회 계급의 관계와 사회적 충돌에 초점을 둔 사회적 분석의 방법이자 세계관인데, 역사전개를 유물사관론적으로 해석하며, 사회 변동을 변증법적 견해로 해석한다. 마르크스주의 방법론은 경제 및 사회정치적 탐구를 하고 이를 자본주의 전개에 대한 분석 및 비평과 체제상의 경제 변화내의 계급 투쟁의 역할에 적용한다.

칼 마르크스와 엥겔스

19세기 중후반 마르크스주의의 지적 교리는 두 독일 철학자들—카를 마르크스와 프리드리히 엥겔스—에서 사상의 영감을 받았다. 마르크스주의적 분석과 방법론들은 다수의 정치 이론과 사회운동에 영향을 주었다. 마르크스주의는 마르크스 경제학, 마르크스주의 사회학, 정치적인 마르크스의 방법(Marx's method) 및 사회 변화에 대한 혁명적 사회주의(revolutionary socialism) 관점을 수반한다.
마르크스주의에 대한 확정적인 단일 이론은 없다. 마르크스주의적 분석은 다양한 주제에 적용되었고, 발달 과정 동안 오해를 받고 수정되어 마르크스주의나 마르크스적 분석 밑에 들어가는 때로는 수많은 모순되는 이론들을 만들어 냈다.
시작점으로서 필요한 경제활동을 인간 사회의 물질적인 필요를 충족하기 위해 요구되는 것으로 받아들이면서, 마르크스주의는 사회전개에 대한 유물론적인 이해에 바탕을 둔다. 경제 기구나 생산 양식(mode of production)의 형태는 사회적 관계, 정치 및 법 체계, 도덕 및 이상을 포함하면서 대부분의 다른 사회 현상을 일으키거나 적어도 직접적으로 영향을 끼치는 것으로 이해된다. 그러므로 경제 시스템과 사회 관계는 토대와 상부구조(base and superstructure)로 불린다. 생산력(forces of production)(특히 대부분 기술력)이 향상되면서 존재하는 사회 기구들은 비효율적으로 변하며 진보를 억압한다. 이러한 비효율성들은 계급 투쟁 형태의 사회적 모순으로 모습을 드러낸다.
마르크스주의적 분석에 의하면, 자본주의 내의 계급 충돌은 프롤레타리아들이 행한 매우 생산적으로 기계화되고 사회화된 생산과 적은 소수의 부르주아지의 잉여 가치인 잉여 생산물의 사적 소유와 유용으로 격심해지는 모순때문에 일어난다. 프롤레타리아에게 모순이 명백해지면서 두 적대적인 계급 사이의 사회적 불만이 격심해지며, 사회 혁명으로 정점에 이르게 된다. 결국 이 개혁의 장기적 결과는 사회주의의 확립, 즉 생산수단의 협동 소유에 바탕을 둔 사회경제적 시스템, 기여에 기초한 분배 및 사용을 위해 직접적으로 조직된 생산이 되겠다. 칼 마르크스는 생산력과 기술이 계속해서 진보함에 따라 사회주의가 결국 사회 발달이라는 공산주의 단계에 무너지리라 가정했다. 공산주의는 계급, 국가가 사라지고 "능력에 따른 개인에서 필요에 따른 개인으로(From each according to his ability, to each according to his needs)"의 원칙과 공동소유 위에 세워진 인간 사회가 될 것이다.
마르크스주의는 사상에 대한 다른 분파와 학파들로 발전했다. 각기 다른 학파들은 고전 마르크스주의(classical marxism)의 특정한 면을 크게 강조하는 반면 마르크스주의의 다른 면은 강조하지 않거나 거부하며 때로는 마르크스주의적 분석을 비마르크스적 개념과 결합하기도 한다. 마르크스주의의 몇몇 변형체들은 주로 마르크스주의의 한 부분을 사회 발전의 결정적인 힘으로 보고 초점을 맞춘다. 이를테면 생산양식, 계급, 힘의 관계 또는 재산 소유와 같은 것들이 있다. 반면에 다른 면들은 덜 중요하다거나 현재의 연구는 상관없다고 주장한다. 비슷한 전제를 공유함에도 불구하고 마르크스주의의 다른 학파는 서로 다른 모순된 결과에 이를 수가 있다. 그 사례로 서로 다른 마르크스 경제학자들의 경제 공황에 대한 설명들이 모순되고 그러한 공황에 대한 다른 예상을 하는 걸 들 수 있다. 게다가 마르크스주의의 다른 변형체들은 사회의 다른 면들을 연구하기 위해 마르크스주의적 분석을 적용한다( 예: 대중 문화, 경제 공황, 또는 페미니즘)
이러한 이론적 차이들은 다양한 사회주의 및 공산주의당과 사회주의를 이루기 위한 다른 정치 전략을 포용하는 정치 운동을 이끌었고 서로 다른 프로그램과 정책들을 옹호한다. 이 한 가지 예는 20세기 동안 개혁적 사회주의자들과 독일 사회민주당에서 나타난 사회개량주의자들의 분열이다. 비슷하게 비록 러시아의 볼셰비키파는 레닌주의와 이후 마르크스-레닌주의만이 마르크스주의가 적법하게 발전한 것으로 선포했지만, 멘셰비키파와 세계의 많은 다른 사회민주주의자들은 그것들을 원래 노선에서 벗어난 전체주의적인 것으로 보았다.
사회와 역사에 대한 마르크스주의적 이해는 고고학과 인류학, 미디어 연구, 정치 과학, 연극, 역사, 사회학, 미술사와 미학, 문화적 연구, 교육, 경제학, 지리학, 문학 평론, 비판 심리학(critical psychology) 및 철학 분야의 학자들에 의해 받아들여졌다.

## 개요
마르크스주의란 마르크스와 엥겔스에 의해서 체계화된 소위 과학적 사회주의를 말한다. 마르크스는 이제까지의 역사발전의 기초를 생산활동에서 찾았다. 그것은 어떠한 사회에도 불가결한, 따라서 공통된 활동이고, 또한 끊임없이 반복되고 있는 활동이라고 생각하고 이러한 지표(指標)를 추출해냄으로써 그 역사를 개개인의 주관적인 원망(願望)과 우연이 만든 연속으로서가 아니라 개개인의 의지나 의식과는 관계가 없는 자연사적 과정(自然史的過程)으로서 파악하였다. 즉, 그는 생산활동을 생산력과 생산관계라는 두 개의 요소가 조합되는 데서 이루어진다고 하였다. 전자는 내용이고 후자는 형식이다. 생산력이 발전함과 동시에 생산력과 생산관계에 모순이 생기고, 낡은 생산관계가 파괴되고 새로운 생산관계가 생겨난다. 이 변화를 이룩하는 현실적인 힘을 계급투쟁이라고 보고 있다. 마르크스는 자본주의의 모순을 생산의 사회적 성격과 소유의 사적 성격(私的性格)의 모순에서 찾고 있다. 이 모순을 생산의 사회적 성격의 승리에 의해서 즉 소유의 사적 성격의 부정에 의해 해결하려고 한다. 그것이 사회주의 사회이며, 프롤레타리아는 계급투쟁을 통해서 이 부정을 실현할 역사적 사명을 가지자고 말한다.

## 마르크스주의와 교회의 대화
초기 사회주의 운동이 기독교를 비평하는 반(反)종교적 성격을 갖고 있었기 때문에 한국 교회에서는 소수의 진보적인 기독교인들을 제외하고는 실천되지 못했지만, 현대교회와 마르크스주의는 인문주의를 비롯한 공통된 주제들을 찾아서 대화하고 있다.
실제로 예수는 민중들과 연대한 사회주의자였다고 주장한 크리스토프 블룸하르트, "사회참여를 무시하면서 내세만 찾는 기독교는 우리가 사는 세상에서 아무런 의미가 없다. 사회주의는 하느님의 나라를 확장하려는 기독교의 정신과 일치하며 기독교에 뿌리를 두고 있다. 따라서 기독교는 정의로운 세계를 만들려고 하는 사회주의를 존중해야 하며 그 힘을 자신의 신앙안에서 찾아야 한다"라고 보았던 파울 틸리히, 사회주의는 기독교의 몸이며, ("가난한 자는 복이 있다. 하느님의 나라는 그들의 것이다"라는 전복적인 주장을 한)예수의 산상설교에서 나타나는 기독교는 사회주의의 영혼이라고 본 게오르크 분슈같은 종교 사회주의자들은 기독교와 사회주의 간의 공통점을 찾음으로써 대화하려고 하였다. 또한 프랑스의 진보적인 개신교 계열의 신학자인 자크 엘륄은 마르크스주의는 사회구조적 모순과 불의를, 성서는 구원에 대해 말한다고 주장함으로써 기독교와 마르크스주의를 변증법으로 양립시키고자 했다.

## 평가와 비판
마르크스주의는 하나의 방대한 세계관이다. 그 정치이론은 계급 투쟁이요, 그 역사이론은 유물사관이요, 그 경제학은 잉여가치설(剩餘價値說)이요, 그 철학이론은 이른바 변증법적 유물론으로서 이 여러 이론이 서로 불가분의 관계를 갖는다.
마르크스주의에 관해서는 사르트르의 비판이 있다. 즉, 유물론은 실증주의를 가장한 하나의 형이상학이요, 변증법은 인간의 자유를 부정하는 논리요, 유물변증법은 혁명의 신화에 지나지 않는다는 것이다.

## 한국과 마르크스주의
대한민국에서 마르크스주의 관련 서적들은 출판 및 연구가 터부로 여겨졌으나, 1981년 초에 문교부에서 ‘스스로의 힘으로 비판할 수 있는 지적 능력을 길러주는’ 이데올로기 교육의 방향이 제시되어, 문화공보부에서 1982년부터 마르크스주의 연구서들의 출간을 허용하였다. 이들에 대한 이해와 비판의 한계로 1980년대 중반에는 공산주의 비판서들이 다수 출간되기도 하였다.
공산당 선언과 자본론은 군사독재정권에서는 금서로 지정되었다. 6월 항쟁 이후인 1987년 여름에 이론과 실천사에서《자본》을 한국어판으로 번역·출판하였으나, 이듬해 출판사 사장이 국가보안법 위반 혐의로 구속되었다가 풀려나기도 했다.
1989년에는 각 대학교에서 이데올로기와 관련된 강의들이 신설되어 학생들의 인기를 끌었다.
1980년대말, 조선민주주의인민공화국에서는 대학생의 마르크스 레닌 관련 서적의 개별적인 접촉을 허용하지 않는다는 보도가 있었다. 1990년대 초에는 북한이 마르크스주의를 포기했음이 알려졌다.

## 관련 문헌
- 공산당 선언
- 자본론

#### 번역
- 공산당 선언의 번역본:《공산당선언》(남경태 옮김,백산서당), 《공산당선언》(이진우 옮김,책세상),《공산주의 선언》(김태호 옮김, 박종철출판사).[14]
- 자본론의 번역본: 전 마르크스주의 경제학자인 김수행 성공회대학교 교수가 영어판 자본론을 번역하여 펴낸 《자본론》이 현재 정본으로 인정되고 있으며 최근에는 독어판을 완역한 강신준 교수의 《자본》이 출판되었다.

#### 해설본
- 《원숭이도 이해하는 자본론》(임승수 씀,시대의 창)
- 《청소년을 위한 자본론》(김수행 지음.두리미디어) 등의 해설판으로 소개되었다.
- 살림 지식총서 177권《마르크스》(박영균 지음, 살림):마르크스의 삶과 사상을 알기 쉽게 쓴 책이다.
- 《새로운 공동체를 위한 운동-공산주의 선언》(박찬종 옮김, 아이세움):마르크스주의 고전인 공산주의 선언(공산당 선언으로 많이 알려져 있음.)을 마르크스주의 사회학자인 저자의 해박한 식견으로 알기 쉽게 설명한 책이다.
- 《에리히 프롬, 마르크스를 말하다》: 프랑크프르트 학파 에리히 프롬이 마르크스주의에 대한 반대자들과 지지자들의 잘못된 지식들을 바로 잡은 마르크주의 변증서이다.
- 《원숭이도 이해하는 마르크스 주의》(임승수 씀, 시대의 창): 마르크스 주의와 철학의 기초토대를 설명해 쉽게 누구나 볼 수 있는 책이다.
- 《일반화된 마르크스주의 세미나》(윤소영 외 지음, 공감): 마르크스주의의 일반화에 대한 개론서다.

#### 마르크스주의 사상가 입문서
- 《역사적 마르크스주의: 이념과 운동》(윤소영 지음, 공감): 마르크스주의 이념과 운동사에 대한 개론서다.
- 《칼 맑스의 혁명적 사상》 (알렉스 캘리니코스 지음, 정성진 옮김, 책갈피)
- 살림지식총서 180권《안토니오 네그리》(윤수종 지음, 살림)
- 《허버트 마르쿠제》(손성철 지음,살림)
- 살림지식총서 179권《안토니오 그람시》(김현우 지음, 살림)

## 같이 보기
- 프티 부르주아지
- 정통마르크스주의
- 세속 종교
- 인민
- 평민
- 대중
- 민중 (또는 인민대중)
- 군중
- 민중민주주의 (또는 인민민주주의)
- 프롤레타리아
- 프롤레타리아 혁명
  - 프롤레타리아 독재
- 해방신학
- 민중신학
- 민중사학
- 좌파 민족주의 (한국민족문화대백과사전 "민족주의" 항목 참조)
- 마르크스레닌주의
- 레닌주의
- 인민대중제일주의